# Diecezja
Diecezja (pot. biskupstwo) – jednostka administracyjna w kościołach chrześcijańskich podległa biskupowi.
W prawie Kościoła rzymskokatolickiego jest określana jako podstawowa forma kościoła partykularnego, w których istnieje i z których składa się jeden Kościół katolicki. Jest zarządzana przez biskupa diecezjalnego, którego w zarządzaniu wspierają: kuria, synod, kapituła katedralna, konsultorzy, rada kapłańska i rada duszpasterska.
W Kościołach wschodnich odpowiednikiem diecezji jest eparchia.

## Etymologia

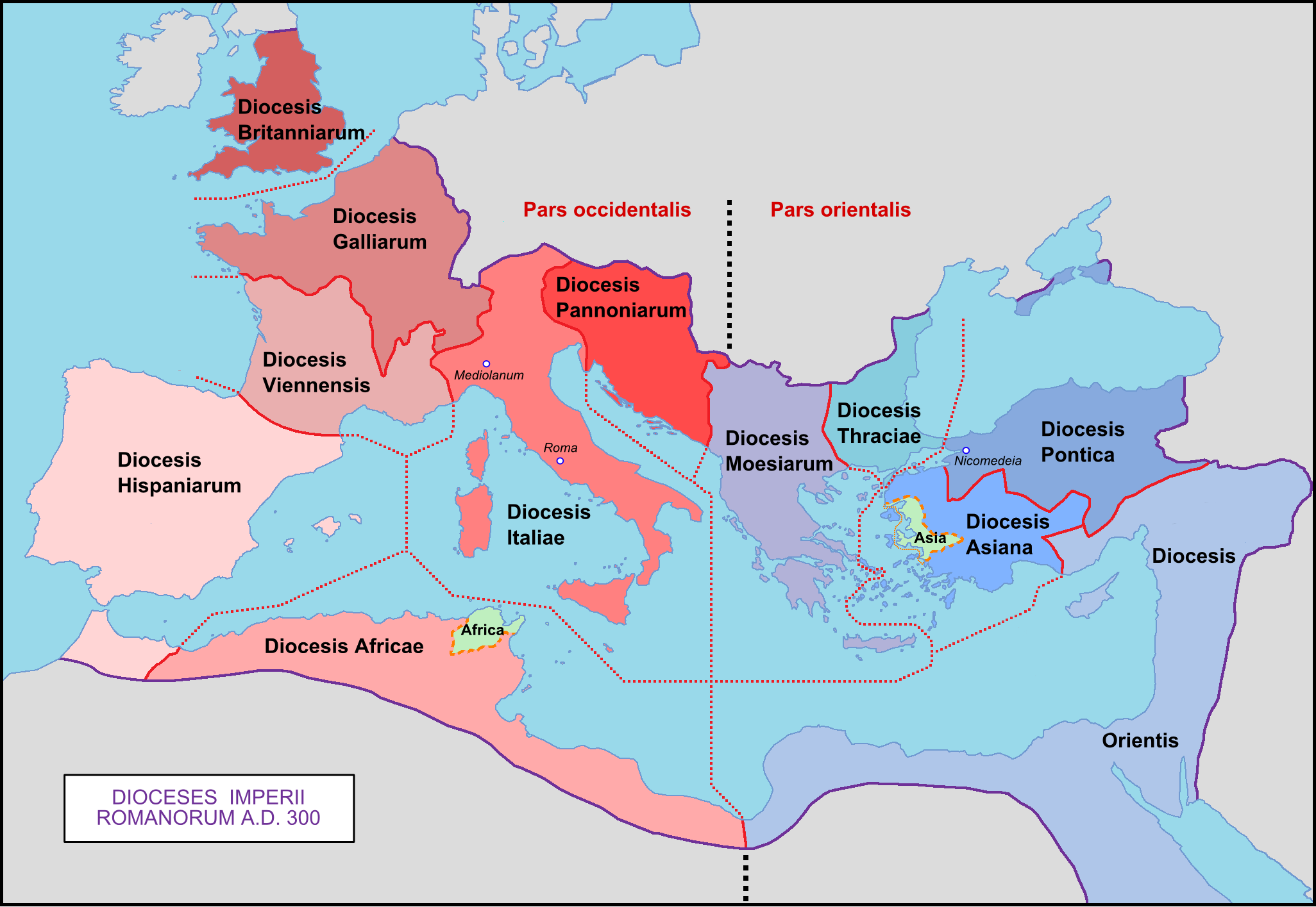
Diecezje administracji rzymskiej w roku 300 n.e.

Pierwotnie „dioecesis” (z grec. – „dioikesis”) oznaczał zarządzanie domem, jednostką administracyjną lub sprawowanie zarządu w ogóle. Rzymianie używali go początkowo na oznaczenie terytorium będącego pod zarządem miasta („civitas”). Teren taki znany był przede wszystkim pod nazwą „ager” lub „territorium”, jednak we wschodnich prowincjach imperium nazywano go właśnie „dioecesis”. Stąd też użycie słowa przyjęło się w słowniku chrześcijan, gdyż biskupi zwykle rezydowali w „civitas”, a obszar przez nich zarządzany pokrywał się z obszarem rzymskiej „dioecesis”. Diecezją od końca III wieku określano w Cesarstwie Rzymskim prowincje zarządzane przez legata, a później grupę prowincji, którą zarządzał wikariusz. Taką organizację administracji wprowadził Dioklecjan dzieląc imperium na 100 prowincji skupionych w 12 diecezjach:  
Africa, Asiana, Britania, Galia, Hispania, Italia, Moesia, Oriens, Pannonia, Pontica, Thracia, Viennensis.
Diecezje z kolei zostały zgrupowane (od pierwszej połowy IV w. n.e., za Konstantyna Wielkiego) w cztery prefektury.

## Początki diecezji w chrześcijaństwie
W I w. chrześcijanie nie używali terminu diecezja. Kościół Powszechny podzielony był na autonomiczne kościoły partykularne, które były postrzegane przede wszystkim jako wspólnoty personalne, a nie terytorialne. Kościół partykularny skupiał chrześcijan danego miasta i jego okolic. Na jego czele stało prezbiterium, którego przewodniczący – od przełomu I i II w. – zaczął używać tytułu biskupa. W IV w. – po ogłoszeniu chrześcijaństwa religią panującą w imperium rzymskim – rozpoczęła się masowa chrystianizacja mieszkańców miast i osad rolniczych. Wielka liczba nowych wiernych wymagała reformy administracji kościelnej. Zaczęto akcentować funkcję terytorialną kościoła partykularnego. W ramach tegoż kościoła zaczęto tworzyć sieć parafii miejskich i wiejskich, a całe terytorium objęte organizacją parafialną i podległe władzy biskupa danego kościoła, zaczęto nazywać diecezją. Mimo pozornego porzucenia dawnego nazewnictwa, aż do dziś prawo kanoniczne używa na oznaczenie diecezji także nazwy kościoła partykularnego. Nazwę kościół zamiast nazwy diecezja stosuje się w tytulaturze uroczystej. Np. archidiecezję rzymską nazywa się także Świętym Kościołem Rzymskim, a archidiecezję gnieźnieńską – Świętym Kościołem Gnieźnieńskim.

## Miejsce diecezji w podziale administracyjnym Kościoła łacińskiego
Diecezje zazwyczaj są zgrupowane w metropolie, rzadko zaś podlegają bezpośrednio Stolicy Apostolskiej (tzw. diecezje wyjęte).
Rodzaje diecezji rzymskokatolickich:
- archidiecezja – diecezja, której ordynariuszem jest arcybiskup (nie musi być metropolitą)
- sufragania – diecezja będąca częścią metropolii
- diecezja suburbikarna – jedna z 6 diecezji w sąsiedztwie Rzymu, których ordynariuszami byli niegdyś kardynałowie-biskupi
- diecezja historyczna (tytularna) – zlikwidowana, po której została tylko nazwa (tytuł) nadawana biskupom tytularnym

Jednostki równe diecezji to:
- prałatura terytorialna,
- opactwo terytorialne,
- wikariat apostolski,
- prefektura apostolska,
- administratura apostolska.

Ze szczególnych racji (np. obecność wiernych innego obrządku, żołnierzy) na terytorium należącym do wielu diecezji mogą istnieć specjalne ordynariaty personalne (np. ordynariat polowy).

## Biskupstwa na ziemiach polskich
Na ziemiach polskich najstarsze biskupstwo powstało w Poznaniu w 968, a na jego czele stanął Jordan z Dolnej Lotaryngii. Kolejno w 1000 w Gnieźnie, Krakowie, Wrocławiu i Kołobrzegu, w tym roku podporządkowano biskupstwo poznańskie arcybiskupstwu gnieźnieńskiemu (wbrew roszczeniom metropolii magdeburskiej). Do końca XII wieku wraz z umacnianiem się Kościoła utworzono biskupstwa w Kruszwicy (około 1034), Płocku (około 1075), Włocławku (1123), Lubuszu (1124) oraz Wolinie (1140). Zasadniczy zrąb podziału diecezjalnego w Polsce ukształtował się w czasach ostatnich Piastów. Większość stolic diecezjalnych zachowała swoje godności nawet do czasów zaborów. Obecnie (na 2013 rok) w Polsce jest 41 diecezji (archidiecezje – 14, diecezje – 27)
Czcionką pogrubioną oznaczono arcybiskupstwa

### Biskupstwa w czasach piastowskich
- biskupstwa łacińskie
  - chełmskie
  - gnieźnieńskie
  - kaliskie
  - kamieńskie
  - kołobrzeskie
  - krakowskie
  - kujawskie
  - lubuskie
  - łukowskie
  - miśnieńskie
  - płockie
  - poznańskie
  - wrocławskie
- biskupstwa prawosławne
  - chełmskie

### Biskupstwa w czasach jagiellońskich
- biskupstwa łacińskie
  - chełmińskie
  - chełmskie
  - gnieźnieńskie
  - kamienieckie
  - kamieńskie
  - kijowskie
  - krakowskie
  - kujawskie
  - lwowskie
  - łuckie
  - płockie
  - przemyskie
  - warmińskie
  - wendeńskie
  - wileńskie
  - wrocławskie (administracja świecka: Święte Cesarstwo Rzymskie, administracja kościelna: Archidiecezja gnieźnieńska)
  - żmudzkie
- biskupstwa ruskie
  - chełmskie
  - łuckie
  - lwowskie
  - lwowskie
  - pińskie
  - przemyskie
- biskupstwa ormiańskie
  - lwowskie
- biskupstwa dysunickie
- mohylewski